# Wyeomyia robusta
Wyeomyia robusta är en tvåvingeart som beskrevs av Georges Senevet och Emile Abonnenc 1939. Wyeomyia robusta ingår i släktet Wyeomyia och familjen stickmyggor.
Artens utbredningsområde är Franska Guyana. Inga underarter finns listade i Catalogue of Life.